# Transmissão criminosa de HIV
Transmissão criminosa do HIV é a infecção, de forma intencional ou imprudente, de uma pessoa com o vírus da imunodeficiência humana (HIV). Frequentemente, isso é confundido, tanto nas leis quanto nas discussões, com a exposição criminosa ao HIV, que não exige a transmissão do vírus e, muitas vezes – como nos casos de cuspir e morder – não inclui um meio realista de transmissão. Alguns países ou jurisdições, incluindo algumas áreas dos Estados Unidos, promulgaram leis expressas para criminalizar a transmissão ou a exposição ao HIV, imputando aos acusados a transmissão criminosa do HIV. Outros países imputam aos acusados, com base nas leis existentes, delitos como assassinato, homicídio culposo, tentativa de assassinato, agressão ou fraude.
A transmissão criminosa do HIV é atualmente mais conhecida como não divulgação do HIV, que é o delito em algumas jurisdições por não revelar o status soropositivo. Isso pode ocorrer de forma intencional ou inconsciente, ao não divulgar o status de HIV e, em seguida, expor ou transmitir o vírus a outra pessoa. A não divulgação do HIV inclui transmissão intencional, transmissão acidental, transmissão inconsciente (quando o indivíduo fonte desconhece sua infecção) e exposição ao HIV sem transmissão. Indivíduos foram acusados e processados por não divulgação do HIV mesmo quando não havia intenção de causar dano e se o HIV não foi efetivamente transmitido. Leis em alguns países também criminalizam a transmissão de mãe para filho do HIV durante a gravidez/parto ou amamentação.

## Modos de transmissão
O HIV é transmitido quando um destes fluidos corporais – sangue, sêmen, fluido pré-seminal, leite materno, fluidos retais ou fluidos vaginais – de uma pessoa soropositiva entra em contato com uma membrana mucosa ou com a corrente sanguínea de uma pessoa soronegativa. A transmissão do HIV pode ocorrer por meio de:
- Relações sexuais sem proteção
- Compartilhamento de seringas ou de outros equipamentos no uso de drogas injetáveis
- Atacar intencionalmente pessoas com agulhas contaminadas pelo HIV
- Transmissão de mãe para filho durante a gravidez e parto ou amamentação
- Recebimento de uma transfusão de sangue ou doação de órgãos – embora isso seja improvável, pois as doações de sangue e de órgãos são extensivamente testadas para o HIV

### Redução da chance de transmissão
Manter uma carga viral baixa diminui a chance de transmitir o HIV. Uma pessoa vivendo com HIV que faz uso de uma terapia antirretroviral eficaz terá uma carga viral tão baixa que se torna indetectável (menos de 50 cópias do vírus por mililitro). Cargas virais indetectáveis não são transmissíveis. O uso correto de camisinha masculina ou de camisinha feminina também reduz significativamente a chance de transmissão. O uso adequado da profilaxia pré-exposição pode reduzir drasticamente as chances de transmissão, tanto pelo contato sexual quanto para usuários de drogas injetáveis.

## Situação legal
Em muitos países de língua inglesa e na maioria dos estados que assinaram a Convenção Europeia dos Direitos Humanos, infectar conscientemente outros com o HIV pode levar a processos criminais. Um desses casos é o de Thomas Guerra, um arquiteto paisagista americano, que se tornou a primeira pessoa no estado da Califórnia a ser condenada por infectar intencionalmente outro indivíduo com vírus da imunodeficiência humana. No tribunal, os promotores apresentaram 11.000 mensagens de texto e 36 clipes de áudio para fundamentar o caso contra Guerra. Desde então, Guerra foi acusado de expor intencionalmente dezenas de outros homens ao HIV.
Em uma pesquisa de 2004 com o grupo citado, a Rede Global de Pessoas Vivendo com HIV/Aids constatou que pelo menos uma acusação havia ocorrido em cerca de metade desses países, e que na Finlândia, Suécia e Eslováquia, cerca de 0,5% a 1% de todas as pessoas relatadas como vivendo com HIV/Aids haviam sido processadas por suposta transmissão intencional ou "negligente" do HIV. Em muitos países em desenvolvimento, como a Tailândia, onde a pandemia de HIV/Aids é muito mais grave, as leis referentes à criminalização da transmissão intencional têm sido fracas ou inexistentes.
De uma perspectiva global, os Estados Unidos e o Canadá respondem pela grande maioria das acusações relatadas.

### Austrália
Na Austrália, os regulamentos referentes à transmissão do HIV encontram-se em duas fontes: as Leis de Saúde Pública e na legislação penal.

#### Nova Gales do Sul
A Lei de Saúde Pública de Nova Gales do Sul (NSW) de 2010 regula, na seção 79, que uma pessoa com HIV deve revelar seu status a todos os parceiros sexuais. Na seção 79(3), há uma defesa, se o tribunal estiver convencido, de que o réu tomou precauções razoáveis para prevenir a transmissão. Em outros estados australianos, não há exigência legislativa específica para a divulgação.
As intervenções podem variar desde o aconselhamento até ordens restritivas, com a detenção como último recurso. Se discutir os problemas relacionados à prática do sexo seguro não for suficiente, o médico pode obter uma Ordem de Saúde Pública para gerenciar o comportamento da pessoa soropositiva.[carece de fontes?] Apenas um pequeno número de profissionais do sexo e de clientes recebeu uma Ordem de Saúde Pública ou intervenção de "gestão" por possivelmente violar a lei.[carece de fontes?]
Sob a legislação penal, uma pessoa com HIV é criminalmente responsável se tiver transmitido intencionalmente o vírus ao seu parceiro sem informá-lo de seu status. Em Nova Gales do Sul, as infrações pertinentes são divididas entre aquelas cometidas intencionalmente (seção 33 da Lei de Crimes de 1900), e aquelas cometidas com imprudência (seção 35). A definição de danos corporais graves (DCG) agora inclui explicitamente (na sss. 4(1)(c)) "qualquer doença corporal grave". Isso significa que infligir danos corporais graves refere-se a causar a contração de uma doença corporal grave em uma pessoa. Sob a seção 33, uma pessoa que pretende infligir danos corporais graves a outrem pode ser presa por até 25 anos, enquanto, sob a seção 35, uma pessoa que, de forma imprudente, causa danos corporais graves a outra pode ser presa por até 10 anos – ou 14 anos se agir em conluio. Isso pode incluir fazer com que alguém seja infectado com o HIV. Geralmente, considera-se que uma pessoa age de forma imprudente quando está ciente de que há risco de que outra pessoa seja prejudicada em decorrência de suas ações, mas decide agir mesmo assim.

### Canadá
Embora o código penal canadense não contenha nenhum delito específico relacionado ao HIV, a transmissão e a exposição não divulgadas do HIV foram processadas como agressão agravada, agressão sexual agravada e outros delitos.

#### Lei e política atuais
Comumente referido como "não divulgação do HIV", a transmissão criminosa do HIV no Canadá é definida como uma "possibilidade realista de transmissão" do HIV durante o intercurso sexual. O Supremo Tribunal do Canadá definiu "nenhuma possibilidade realista de transmissão" como (1) o uso de preservativo e (2) a manutenção de uma carga viral baixa ou indetectável. Contudo, o limiar para uma carga viral baixa não foi definido até 2017, quando a Resposta do Sistema de Justiça Criminal à Não Divulgação do HIV concluiu sobre as leis atuais relativas à não divulgação do HIV, incluindo que pessoas com cargas virais baixas (menos de 200 cópias de HIV por mililitro de sangue) não deveriam ser condenadas sob a legislação penal.
Em 2019, o Comitê Permanente de Justiça e Direitos Humanos da Câmara dos Comuns divulgou um relatório sobre a criminalização da não divulgação do HIV no Canadá com quatro recomendações para a Câmara dos Comuns e para o Governo Canadense. O comitê recomendou que uma nova lei seja criada especificamente para a transmissão do HIV, em vez de se basear em leis preexistentes, como as de agressão sexual. Recomendaram que essa lei se aplique apenas quando o HIV for realmente transmitido e que "a não divulgação do HIV nunca deve ser processada se (1) o indivíduo infectado possui carga viral indetectável (menos de 200 cópias por mililitro de sangue); (2) preservativos são utilizados; (3) o parceiro do indivíduo infectado estiver em profilaxia pré-exposição; ou (4) o tipo de ato sexual (como o sexo oral) for aquele em que há risco negligenciável de transmissão." Isso permite quatro cenários distintos nos quais pessoas soropositivas não precisarão divulgar seu status devido à natureza do encontro sexual; as leis atuais preveem apenas um cenário específico com múltiplos requisitos.
Pesquisadores de HIV criticaram as recomendações por não irem longe o suficiente para contrapor os efeitos adversos que a lei atual impõe sobre as mulheres. Embora pessoas vivendo com HIV geralmente estejam cientes das leis de não divulgação, muitas não compreendem totalmente a legislação ou quando devem ou não revelar seu status.

#### História
O primeiro caso notável de não divulgação do HIV é R. v Cuerrier, no qual o réu foi acusado de agressão agravada e transmissão sexual do HIV sob a seção 268 do Código Penal. O Supremo Tribunal constatou que o juiz de primeira instância cometeu erro de orientação e ordenou um novo julgamento em duas acusações de agressão agravada, mas, em maio de 1999, o Procurador-Geral da Colúmbia Britânica anunciou que um novo julgamento não ocorreria. A decisão do Tribunal causou dificuldades porque, embora tratasse apenas da não divulgação do status soropositivo em situações sexuais, rejeitou por unanimidade a autoridade inglesa de R. v Clarence, com L'Heureux-Dubé afirmando que qualquer fraude poderia invalidar o consentimento para todos os tipos de agressão, pois a autonomia e a integridade física da pessoa foram violadas. Assim, como o legislador canadense optou por não criminalizar a transmissão do HIV, o poder judiciário deve resolver as questões conforme surgirem.
R. v Mabior é a decisão mais recente do Supremo Tribunal do Canadá que delineia a responsabilidade criminal pela não divulgação do status sorológico. Após ser diagnosticado com HIV em 2004, Clato Mabior passou por uma terapia antirretroviral intensiva e seguia o tratamento enquanto mantinha relações sexuais com múltiplos parceiros entre 2004 e 2006. Apesar do uso intermitente de preservativos, o HIV nunca foi transmitido aos seus parceiros. Em última análise, o Tribunal condenou Mabior por seis acusações de agressão sexual agravada.
O precedente legal subsequente estabeleceu que a falha em revelar o status soropositivo, combinada com a não utilização de medidas de proteção (uso de preservativo), constitui um comportamento fraudulento suficiente para transformar o sexo "consensual" em agressão sexual agravada, já que a outra parte foi privada da informação necessária para dar um consentimento devidamente informado. A justificativa vaga do Tribunal para a divulgação do status sorológico em circunstâncias que levam a um "risco significativo de danos corporais" permaneceu uma questão particularmente controversa após Cuerrier. Como Cuerrier não definiu expressamente "risco significativo", os tribunais inferiores criminalizaram de forma inconsistente réus soropositivos com base em interpretações variadas da cláusula. Em grande parte, Mabior representa uma resposta a Cuerrier e uma tentativa de aprimorar os critérios. Em Mabior, o Tribunal constatou que "o risco significativo de danos corporais é anulado se (i) a carga viral do acusado no momento das relações sexuais era baixa ou indetectável e (ii) foi utilizada proteção com preservativo."
Em 1º de dezembro de 2005, Jian Ghomeshi apresentou um relatório sobre essa questão para a Corporação Canadense de Radiodifusão (CBC). Ele questionou se existe uma obrigação legal de revelar o status de HIV. Apresentou o caso de Johnson Aziga, diagnosticado em 1996, mas que supostamente teve relações desprotegidas com pelo menos 13 mulheres. Aziga foi acusado de duas acusações de assassinato e 11 de agressão sexual agravada; a acusação alega que ele não divulgou seu status. Em 2009, Aziga foi considerado culpado de 2 acusações de assassinato em primeiro grau, 10 de agressão sexual agravada e 1 de agressão sexual agravada tentada.
Vários tribunais canadenses decidiram que pessoas que não são informadas de que um parceiro sexual é soropositivo não podem dar um consentimento verdadeiramente válido para o sexo. Como resultado, a morte das parceiras de Aziga foi automaticamente considerada assassinato, em vez da acusação menor de homicídio culposo. Contudo, em Mabior o Supremo Tribunal rejeitou a visão de que o consentimento seria sempre invalidado pela não divulgação do status soropositivo, adotando a regra de que não haverá consentimento somente se, além da não divulgação, houver uma possibilidade realista de transmissão do HIV.

### Finlândia
O primeiro caso de infecção criminosa de HIV na Finlândia foi o de Steven Thomas, um cidadão americano de Nova Iorque, que foi condenado em 1997 em Helsinque por infectar conscientemente mulheres finlandesas com HIV durante 1993–1996. Em janeiro de 1997, a polícia finlandesa publicou a foto de Thomas nos jornais e afirmou que ele poderia ter infectado dezenas ou até centenas de mulheres finlandesas com HIV. Dezessete mulheres declararam ter tido contato sexual desprotegido com Thomas.
Thomas recebeu uma sentença de 14 anos de prisão no tribunal de Helsinque em 10 de julho de 1997 por 17 acusações de tentativa de homicídio culposo. Constatou-se que Thomas havia infectado 5 das 17 mulheres com HIV, sendo condenado a pagar indenizações de US$ 63.000 a US$ 73.000 para cada vítima infectada. A sentença foi amplamente criticada no meio jurídico, pois, segundo a lei finlandesa, a pena máxima para múltiplas acusações de tentativa de homicídio culposo é de 12 anos. Lauri Lehtimaja, o Defensor do Parlamento, advertiu o juiz sobre o uso indevido da lei. O Tribunal de Apelação de Helsinque reduziu a sentença, em dezembro de 1997, para 11 anos e 6 meses de prisão. Os documentos do caso foram classificados por 40 anos.
Em 2002, Steven Thomas foi discretamente libertado e deportado da Finlândia para um local desconhecido.
Um homem finlandês condenado por espalhar o HIV conscientemente através de sexo desprotegido com várias mulheres foi Aki Matti Hakkarainen. Ele foi condenado pela primeira vez, em 2005, e sentenciado a um ano e nove meses de prisão por tentativa de agressão agravada. Em agosto de 2007, Hakkarainen foi preso pela polícia de Rovaniemi após o relato de uma jovem que afirmou ter contraído HIV de Hakkarainen durante sexo desprotegido. Em 5 de outubro de 2007, a polícia publicou o nome e a foto de Hakkarainen nos jornais, em um esforço para alcançar todas as mulheres que tiveram relações sexuais com ele.
Em tribunal, Hakkarainen admitiu ter tido sexo desprotegido com as mulheres, mas negou ter tentado infectá-las com o vírus. Em 22 de abril de 2008, o tribunal de Rovaniemi concluiu que Hakkarainen infectou conscientemente cinco mulheres com HIV e, em agosto de 2008, ele foi considerado culpado por cinco acusações de agressão agravada e 14 de tentativa de agressão agravada. Foi sentenciado a dez anos de prisão e condenado a pagar uma indenização de 45.000 a 55.000 euros às cinco mulheres que contraíram o vírus.

### Alemanha
Na República Federal da Alemanha, em 16 de agosto de 2010, Nadja Benaissa do grupo pop alemão No Angels admitiu ter mantido relações sexuais com vários homens, ciente de seu status soropositivo, e ter infectado um deles, que posteriormente iniciou processo contra ela. Ela enfrentou a possibilidade de prisão, mas foi condenada à liberdade condicional (dois anos) e serviço comunitário. Grupos de mulheres ficaram indignados com a possibilidade de uma mulher ser acusada por espalhar o HIV de forma negligente. Negou qualquer intenção de infectar, pedindo desculpas de forma profusa e afirmando: "Quando fui presa, percebi que a maneira como lidei com a doença estava errada... Cometi um grande erro... De forma alguma eu queria que meu parceiro ficasse infectado." A cantora afirmou ter sido informada por médicos de que o risco de transmitir o vírus era "praticamente zero".

### Irlanda
Em 1995, o padre católico Michael Kennedy alegou em seu sermão dominical, em Dungarvan, que uma mulher de Londres havia, deliberadamente, infectado inúmeros homens locais com HIV. Embora o consenso fosse de que Kennedy estava propagando um mito urbano, as implicações legais de tal comportamento foram debatidas. A primeira condenação na Irlanda por transmissão imprudente do HIV via sexo ocorreu no Tribunal Distrital em 2018, para um homem que teve sexo desprotegido em 2009–2010 com duas mulheres sem informá-las de seu status. Ele negligenciou tomar a medicação antirretroviral prescrita após um diagnóstico, em 2008, de subtipo B do HIV, a mesma cepa com que as duas mulheres foram diagnosticadas em 2010. Foi condenado a 10 anos de prisão sob a s.4 da Lei dos Delitos Não Fatais Contra a Pessoa de 1997 por "causar danos sérios a outrem de forma intencional ou imprudente". Sua sentença foi revertida pelo Supremo Tribunal em 2023, com base na necessidade de analisar com maior rigor as provas circunstanciais apresentadas pelas mulheres e por profissionais da saúde, "para estabelecer que não havia possibilidade razoável de que qualquer uma das mulheres pudesse ter sido infectada por outro meio". Ambas as mulheres inicialmente afirmaram aos investigadores que não tinham outros parceiros sexuais, mas depois relataram que possuíam outros parceiros, sempre utilizando preservativos.
Nas décadas de 1980 e 1990, a contaminação de produtos sanguíneos para hemofilia e de anti-D levaram a centenas de infecções por HIV. Tribunais de inquérito criticaram as decisões da Diretoria do Serviço de Transfusão de Sangue e do Centro Nacional de Tratamento da Hemofilia, mas não foram apresentadas acusações criminais.
A Lei dos Delitos Não Fatais Contra a Pessoa de 1997 abordou o aumento dos assaltos com ataque com seringas e do abandono de seringas usadas, criando delitos de atacar ou ameaçar com (s. 6), posse com intenção (s. 7) e de depositar ou abandonar (s. 8) uma seringa ou recipiente de sangue. É considerado fator agravante que um agressor afirme que a seringa contém sangue soropositivo; não é necessário que a vítima perceba um risco de infecção. Se houver transmissão efetiva de sangue ou de fluido contaminado com uma "doença potencialmente fatal", a pena é de prisão perpétua.

### Líbia
O julgamento do HIV na Líbia, também denominado "o caso das enfermeiras búlgaras", diz respeito aos julgamentos, recursos e eventual libertação de seis profissionais de saúde estrangeiros acusados de conspirar para infectar deliberadamente mais de 400 crianças com HIV em 1998, causando uma epidemia no Hospital Infantil El-Fatih em Bengasi, Líbia.
Os réus, presos em 1999, eram um estagiário médico palestino e cinco enfermeiras búlgaras (frequentemente denominadas "profissionais de saúde"). Todos esses profissionais foram severamente torturados por meses para extrair confissões. O processo de tortura é descrito em detalhes no livro Notas do Inferno, coescrito por Nikolay Yordanov e por uma das enfermeiras, Valya Chervianashka. Como resultado, três dos profissionais assinaram confissões. Eles foram inicialmente condenados à morte, tiveram seu caso remetido pelo mais alto tribunal da Líbia e foram condenados à morte novamente, decisão que foi mantida pelo mais alto tribunal líbio no início de julho de 2007.
Posteriormente, um painel do governo líbio comutou as sentenças para prisão perpétua. Os seis foram libertados após um acordo alcançado com representantes da União Europeia sobre questões humanitárias. A União Europeia não aprovou o veredicto de culpabilidade na Líbia contra os seis.[carece de fontes?]
Em 24 de julho de 2007, os cinco profissionais de saúde e o médico foram extraditados para a Bulgária, onde suas sentenças foram comutadas pelo Presidente búlgaro Georgi Parvanov e foram libertados.[carece de fontes?] A Líbia, desde então, reclamou das liberações, e a questão permanece em andamento.[carece de fontes?] Além disso, surgiu uma controvérsia acerca dos termos da liberação, que supostamente incluem um comércio de armas bem como um acordo de cooperação nuclear civil assinado pelo Presidente francês Nicolas Sarkozy em julho de 2007.

### Nova Zelândia
O primeiro caso na Nova Zelândia de transmissão criminosa do HIV ocorreu em 1993, quando Peter Mwai, um queniano em visita à Nova Zelândia com visto de turista, foi condenado a sete anos de prisão por infectar pelo menos duas mulheres com HIV por meio de relações sexuais desprotegidas. Mwai chamou a atenção da polícia neozelandesa após uma mulher relatar que havia contraído HIV após dormir com ele. Várias mulheres afirmaram ter tido relações sexuais desprotegidas com Mwai, que não lhes informou que era portador do HIV. Pelo menos duas das mulheres testaram positivo para o vírus. Peter Mwai foi acusado, com base nas leis existentes, por causar "danos corporais graves" e "exposição imprudente a risco".
Em 6 de outubro de 2005, um Tribunal Distrital da Nova Zelândia decidiu que pessoas soropositivas não precisam informar seus parceiros sexuais sobre seu status, desde que se pratique sexo seguro. No caso julgado, o homem havia utilizado preservativo durante a relação, mas não durante o sexo oral; sua parceira não foi infectada. O mesmo homem já havia sido condenado anteriormente por incômodo criminal por ter tido relações desprotegidas com outra parceira sem revelar seu status de HIV.
Em maio de 2009, um homem bissexual de 40 anos de Auckland foi considerado como tendo infectado pelo menos cinco homens gays mais jovens entre 2008 e 2009.
Um dos homens infectados apresentou uma queixa formal à Polícia da Nova Zelândia, e estabelecimentos de sexo fecharam as portas para o que foi chamado de "predador do HIV" e a polícia prendeu o homem de 40 anos em 28 de maio de 2009.
Em 16 de junho de 2009, o tribunal ouviu que mais duas pessoas apresentaram queixas, elevando o total para seis.[carece de fontes?] As oito acusações incluíam que ele, com descaso imprudente pela segurança dos outros, causou – ou tentou causar – lesões corporais graves a cinco homens de 17, 20, 24, 26 e 31 anos, além de uma mulher de 19 anos. Enfrentava também acusações de "causar, de forma deliberada e sem justificativa ou desculpa, em um homem de 20 anos e em uma mulher de 19 anos, uma doença, a saber, o HIV."
O julgamento marcado para 2010 não prosseguiu, pois Glenn Mills, acusado de expor conscientemente quatorze jovens ao HIV, foi encontrado morto em sua cela de prisão provisória em Mt Eden em 30 de novembro de 2009, após ter feito duas solicitações malsucedidas para ser libertado sob fiança nas semanas anteriores.

### Países Baixos
Três homens soropositivos para HIV, Peter Mulder, Hans Jurgens e Wim Dekker, foram presos em 2008 sob acusações de tentativa de causar lesões corporais graves, após drogarem e estuprarem 14 homens, alguns dos quais receberam injeções com o próprio sangue infectado pelo HIV. Doze das vítimas eram soropositivas ou sofriam de AIDS na época do julgamento.

### Polônia
Na Polônia, segundo o Art. 161 do Código Penal, pessoas que conscientemente arriscam infectar outros com o HIV estão sujeitas a até 3 anos de prisão.

### Rússia
Infectar outra pessoa com HIV é um crime, a menos que essa pessoa soubesse da infecção por HIV previamente e tenha consentido.

### Reino Unido
A transmissão geralmente pode estar enquadrada nas seções 18, 20, 23, 24 ou 47 da Offences against the Person Act 1861 (respectivamente, lesões corporais graves com intenção ou para resistir à prisão, lesões corporais graves em geral, envenenamento [duas seções] e dano corporal real).
Em 19 de junho de 2006, houve sete condenações pela transmissão sexual do HIV na Inglaterra e no País de Gales sob a seção 20 da Lei de 1861 que, inter alia, criminaliza a infligir imprudentemente lesões corporais graves.[carece de fontes?] Destes, cinco eram homens acusados de infectar parceiras durante relações sexuais, um era um homem que se declarou culpado de infectar um parceiro do sexo masculino, e um (no País de Gales) era uma mulher.[carece de fontes?]
Em 2005, a mulher galesa de 20 anos foi condenada por infectar seu namorado com HIV durante relações sexuais, sabendo que ela estava infectada.
Em 2006, uma mulher de 43 anos se declarou culpada por infligir, de forma imprudente, lesões corporais graves ao seu amante de 31 anos.
Apenas dois casos se declararam "não culpados", e ambos foram a recurso. Em R. v Dica o Tribunal de Apelação concluiu que uma pessoa agiu de forma imprudente se, sabendo que era soropositiva, transmitiu o HIV a uma pessoa que não havia sido informada sobre a infecção, condenando-o a uma pena total de 8 anos de prisão. Não foi necessário provar que a transmissão envolveu uma agressão para a "inflicção" da doença. Reconheceu-se que poderia haver um padrão mais elevado de divulgação esperado de alguém em um relacionamento, comparado com os "riscos conhecidos" envolvidos no sexo casual. Matthew Weait discutiu criticamente o caso.
Em R. v Konzani, o mesmo tribunal concluiu que uma pessoa acusada de transmitir o HIV de forma imprudente só poderia alegar a defesa do consentimento, nos casos em que esse consentimento fosse "voluntário" ou "consciente". Em outras palavras, o tribunal distinguiu entre "assumir voluntariamente o risco de transmissão" e "consentir voluntariamente com o risco de transmissão". Isso sugere que o consentimento só operará como defesa — em todos os casos, exceto nos mais excepcionais — onde já houve divulgação prévia do status soropositivo conhecido.
A partir de  junho de 2006, duas mulheres foram condenadas por transmitir uma infecção por HIV no Reino Unido. A primeira, de Cardiff, foi presa por 2 anos; a segunda, Sarah Jane Porter, foi condenada por lesões corporais graves através da transmissão imprudente do HIV, e foi sentenciada a 32 meses de prisão em junho de 2006.
O National AIDS Trust publicou uma tabela de casos de pessoas na Inglaterra e no País de Gales acusadas de transmissão sexual imprudente do HIV.
Em novembro de 2017, um homem chamado Daryll Rowe foi condenado por lesões corporais graves após infectar intencionalmente cinco homens com o vírus e tentar infectar outros cinco.
O caso Rowe foi relatado como sendo o primeiro no Reino Unido em que o réu foi considerado culpado por transmitir o vírus intencionalmente, e não de forma imprudente.
Em 2017, outro homem, Antonio Reyes-Minana, foi condenado por lesões corporais graves após omitir seu status de HIV de dois parceiros do sexo masculino.
Uma questão importante que surge quando é necessária a prova da transmissão é estabelecer a fonte da infecção por HIV do reclamante.
Embora não possa provar a via e o tempo da transmissão, a análise filogenética tem sido utilizada em muitos julgamentos para demonstrar o quão próximos são os cepos do HIV nas amostras coletadas do réu e do reclamante. As questões e problemas envolvendo a análise filogenética em investigações criminais são discutidos em um relatório de 2007 da aidsmap.
Apresentações da série de seminários de 2011 financiada pelo Economic and Social Research Council, intitulada "HIV/AIDS e Direito: Teoria, Prática e Política" na Keele University, abordam a questão da criminalização.

#### Escócia
Em fevereiro de 2001, Stephen Kelly, um ex-presidiário e ex-usuário de drogas intravenosas, foi condenado pelo delito de direito consuetudinário Escocês de "ferir imprudentemente" sua ex-companheira ao infectá-la com HIV.
Em HMA v Deveraux (2010), o réu soropositivo se declarou culpado de lesão imprudente em quatro acusações, uma das quais levou a vítima a contrair HIV.

### Estados Unidos
Estatutos criminais contra a transmissão do HIV existem principalmente em nível estadual. Estes foram significativamente influenciados pela aprovação do Ryan White CARE Act, que condicionava o financiamento federal para programas estaduais de tratamento da AIDS à existência desses estatutos nos estados.
Em julho de 2010, a Casa Branca anunciou uma grande mudança em sua política de HIV/AIDS, uma mudança informada por pesquisas em direito de saúde pública realizadas por Scott Burris, professor de direito na Temple University e diretor do programa de Pesquisa em Direito de Saúde Pública.
A Estratégia Nacional de HIV/AIDS para os Estados Unidos, da administração Obama, concluiu que "a existência contínua e a aplicação desses tipos de leis [que criminalizam a infecção por HIV] são contrárias às evidências científicas sobre as vias de transmissão do HIV e podem comprometer os objetivos de saúde pública de promover o rastreamento e o tratamento do HIV."
No outono de 2010, o Center for HIV Law and Policy lançou o "Projeto Justiça Positiva", uma campanha para combater o estigma e a discriminação relacionados ao HIV contra pessoas com HIV pelo sistema de justiça criminal dos EUA.
Em 2010, foi lançado um manual de leis e processos judiciais específicos sobre o HIV nos 50 estados, no Distrito de Columbia, nos territórios dos EUA, no governo federal e nas forças armadas.
Em 23 de setembro de 2011, a deputada Barbara Lee (D-CA) apresentou o H.R. 3053, a Lei Revogação das Políticas Existentes que Incentivam e Permitem a Discriminação Legal contra o HIV ou a Lei Revogação da Discriminação por HIV.
A Lei Revogação da Discriminação por HIV propõe a revisão de todas as leis, políticas e regulamentos federais e estaduais relativos à perseguição criminal de indivíduos por delitos relacionados ao HIV.
O projeto de lei foi rejeitado na Subcomissão de Saúde, e também em 2013/2014, quando foi apresentado como H.R. 1843 e encaminhado para a Subcomissão de Pessoal Militar.
Os tribunais analisaram a probabilidade estatística de transmissão do HIV para reverter ou reduzir sentenças criminais resultantes de processos. Por exemplo, em 23 de fevereiro de 2015, o Tribunal de Apelações dos Estados Unidos para as Forças Armadas reverteu a condenação por agressão agravada do Sargento Técnico David Gutierrez ao determinar que o risco de transmissão do HIV por meio de relações sexuais não era "provável de produzir morte ou lesões corporais graves" sob o estatuto aplicável.
A partir de 2017, os Centers for Disease Control and Prevention (CDC) afirmam que aqueles que têm níveis indetectáveis de HIV em seu sangue não podem transmitir o vírus, mas somente quando estão em conformidade com o tratamento.

## Críticas aos estatutos criminais
Pesquisas foram realizadas sobre os efeitos da criminalização da não divulgação do HIV. Foi demonstrado que esses tipos de leis aumentam o estigma do HIV e afetam negativamente a saúde pública.
Leis de não divulgação do HIV e a criminalização da transmissão do HIV podem fazer com que as pessoas sejam menos propensas a realizar testes de HIV e menos propensas a divulgar seu status ou discutir saúde sexual com um profissional de saúde.
Embora as mulheres representem apenas 10% das acusações por não divulgação no Canadá, há uma super-representação de trabalhadoras do sexo processadas, mulheres indígenas e sobreviventes de abuso.
Há também uma proporção maior de mulheres e pessoas indígenas envolvidas em casos baseados em baixos níveis de culpabilidade (ou seja, circunstâncias de vida difíceis, atos sexuais espontâneos, conformidade com as autoridades, uso de preservativo e evidências de que o acusado foi abusado pelo reclamante).
O juiz do Supremo Tribunal da África do Sul, Edwin Cameron, abertamente soropositivo, argumentou contra a criminalização na XVII Conferência Internacional sobre AIDS na Cidade do México.